# Пазаричи
„Пазаричи“ (на турски: Pazariçi) е квартал на Истанбул, разположен в околия Газиосманпаша. Общата му площ е 0,29 км2. Според данни на Адресната система за регистриране на населението (ABPRS) към 2023 г. населението на „Пазаричи“ е 12 194 жители.